# Średnie Wielkie
Średnie Wielkie (daw. Serednie Wielkie) – wieś w Polsce położona w województwie podkarpackim, w powiecie sanockim, w gminie Zagórz.
| SIMC    | Nazwa | Rodzaj    |
| ------- | ----- | --------- |
| 0362772 | Ropy  | część wsi |

## Historia
W 1449 Jan Steczkowicz z Tarnawy zapisał część ze swych dóbr w wysokości 300 grzywien swojej żonie Zofii we wsiach Czaszyn, Tarnawa, Poraż, Osława, Zagórz, Wielopole, Łukowe i Serednie (obecnie Średnie Wielkie).
W XIX wieku właścicielami posiadłości tabularnej Seredne Wielkie był Edmund Krasicki (lata 50.), następnie Stanisław Krasicki (lata 60., 70., 80.), Elżbieta Krasicka (od lat 90. co najmniej do 1918).
We wsi istniała stara lipa, która według przekazów służyła za miejsce uwięzienia w czasach pańszczyźnianych. Na obszarze wsi odkryto spore pokłady ropy naftowej, którą zamierzano wydobywać około 1939.
W latach 1975–1998 miejscowość administracyjnie należała do województwa krośnieńskiego.

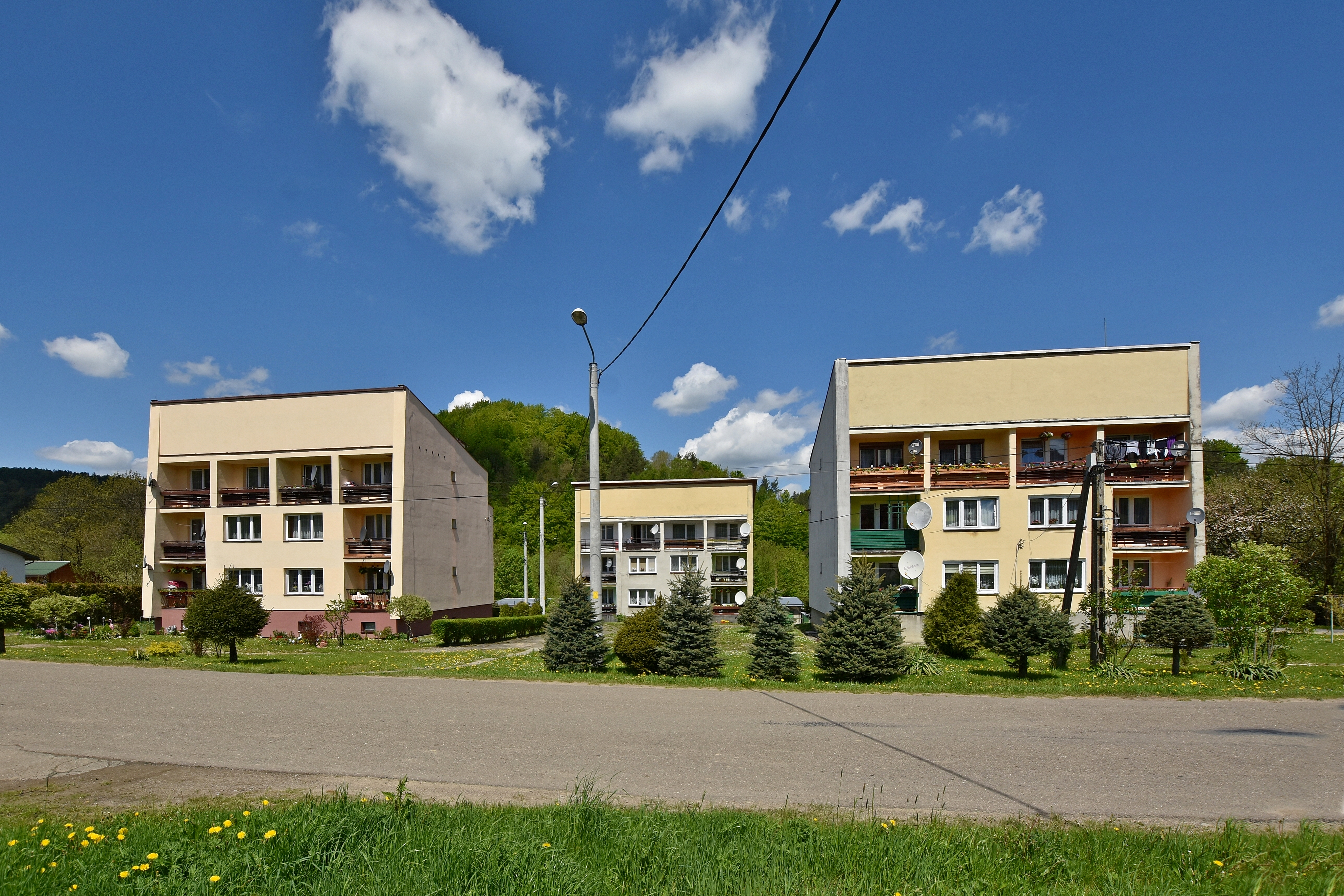
Osiedle mieszkalne
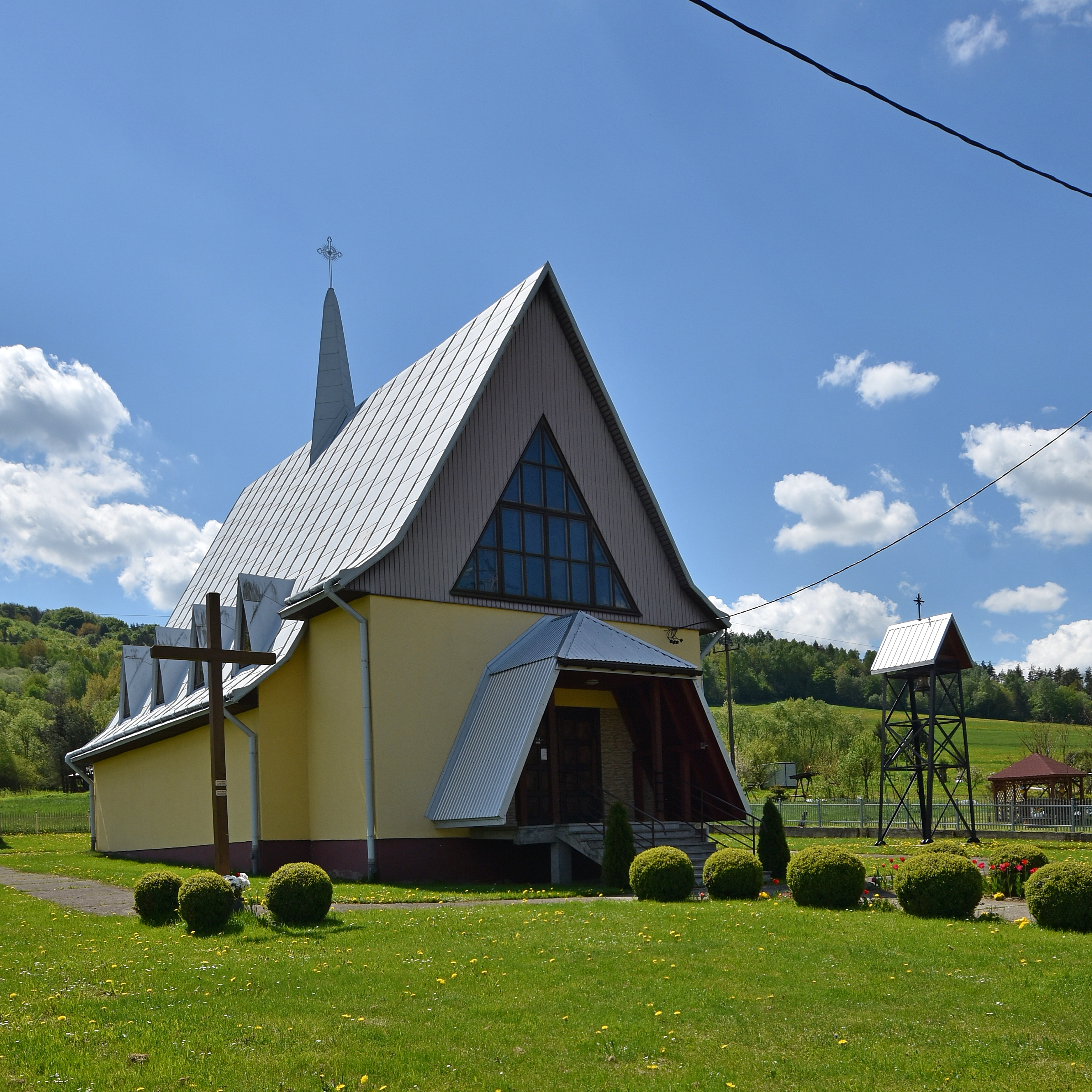
Kościół filialny
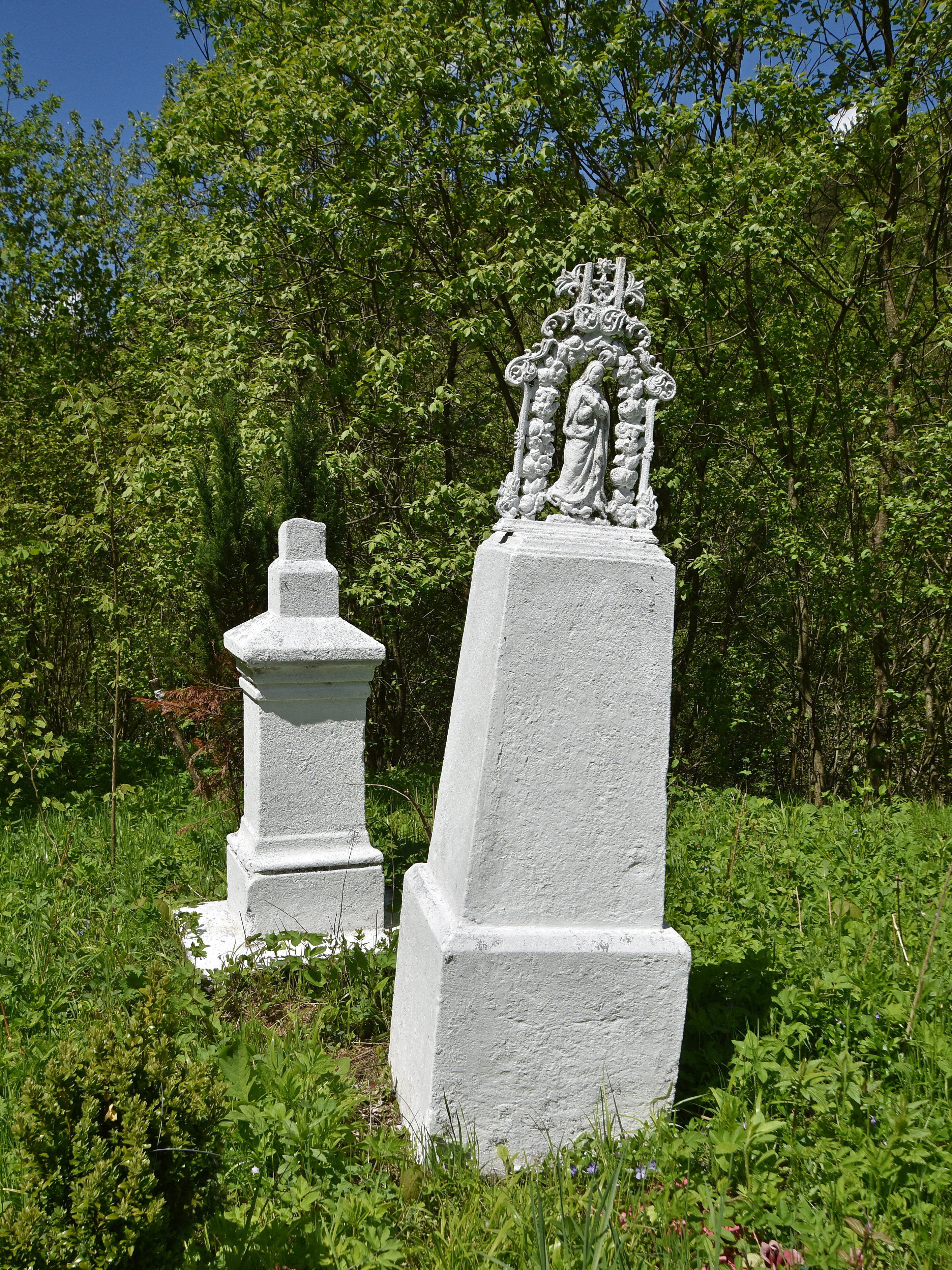
Pozostałości cmentarza